# Mączne Skały
Mączne Skały – grupa skał w Dolinie Kluczwody na Wyżynie Olkuskiej, w miejscowości Wielka Wieś, w województwie małopolskim, w powiecie krakowskim, w gminie Wielka Wieś. Znajdują się w orograficznie lewych zboczach doliny, ponad domem u wejścia do południowej części tej doliny.
Na Mącznych Skałach uprawiana jest wspinaczka skalna. Są to wapienne skały o pionowych lub przewieszonych ścianach wysokości do 10 m. Są w nich kominy, filary i zacięcia. Znajdują się na porośniętym lasem bardzo stromym zboczu. Ich ściany wspinaczkowe mają wystawę zachodnią, południową i południowo-zachodnią. Jest 11 dróg wspinaczkowych o trudności od V- do VI.4+ w skali polskiej. Mają zamontowane stałe punkty asekuracyjne ringi (r) i stanowiska zjazdowe (st).

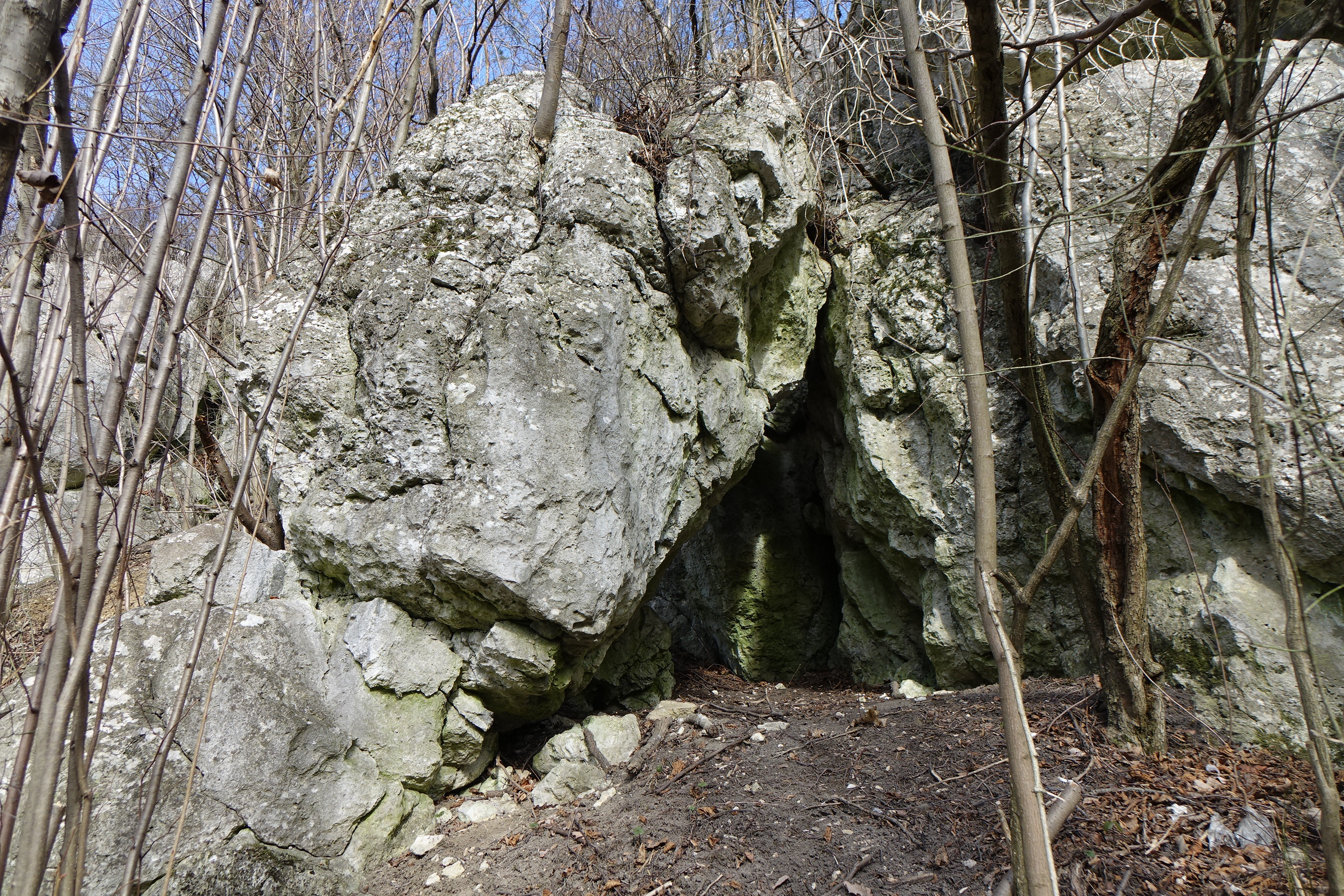
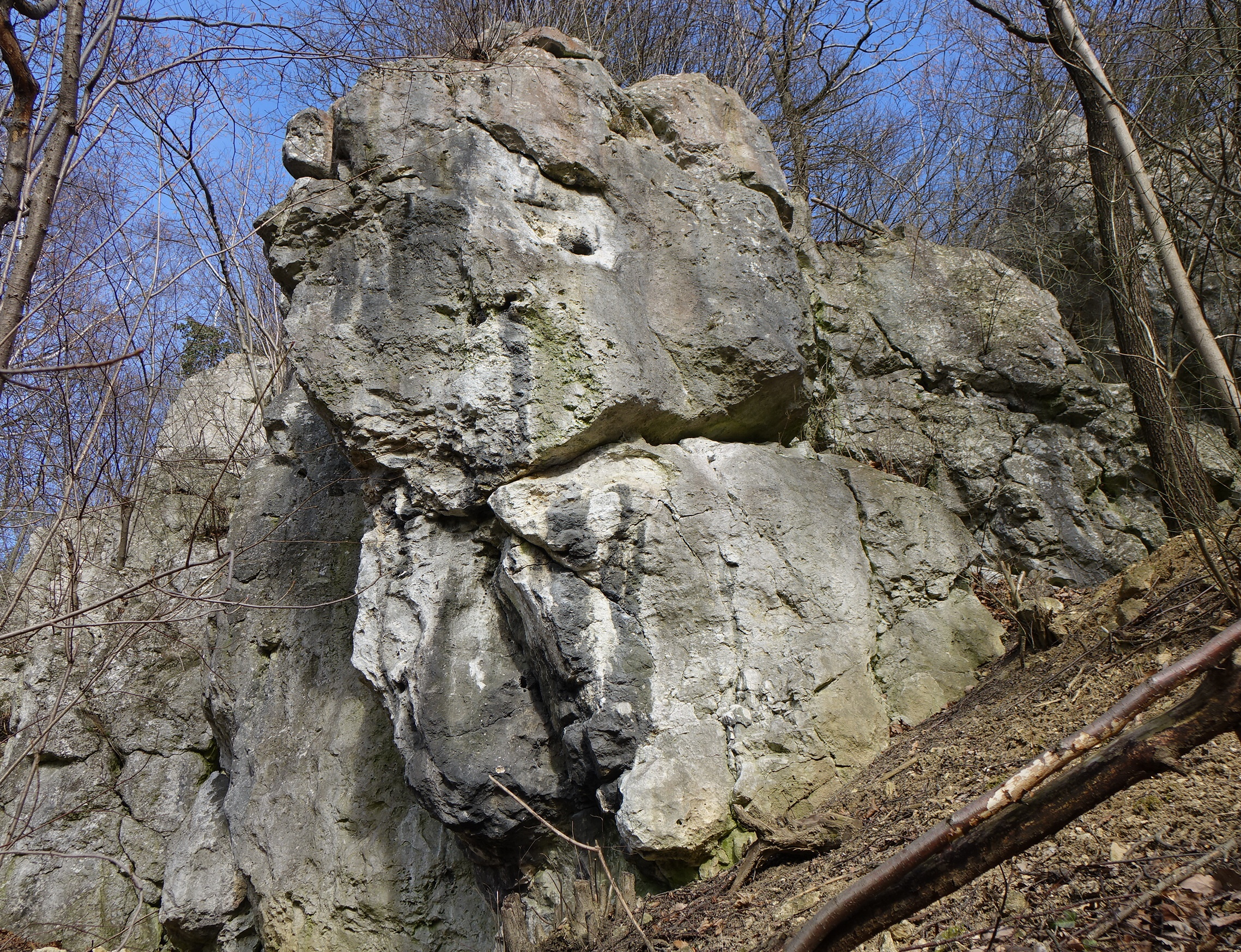
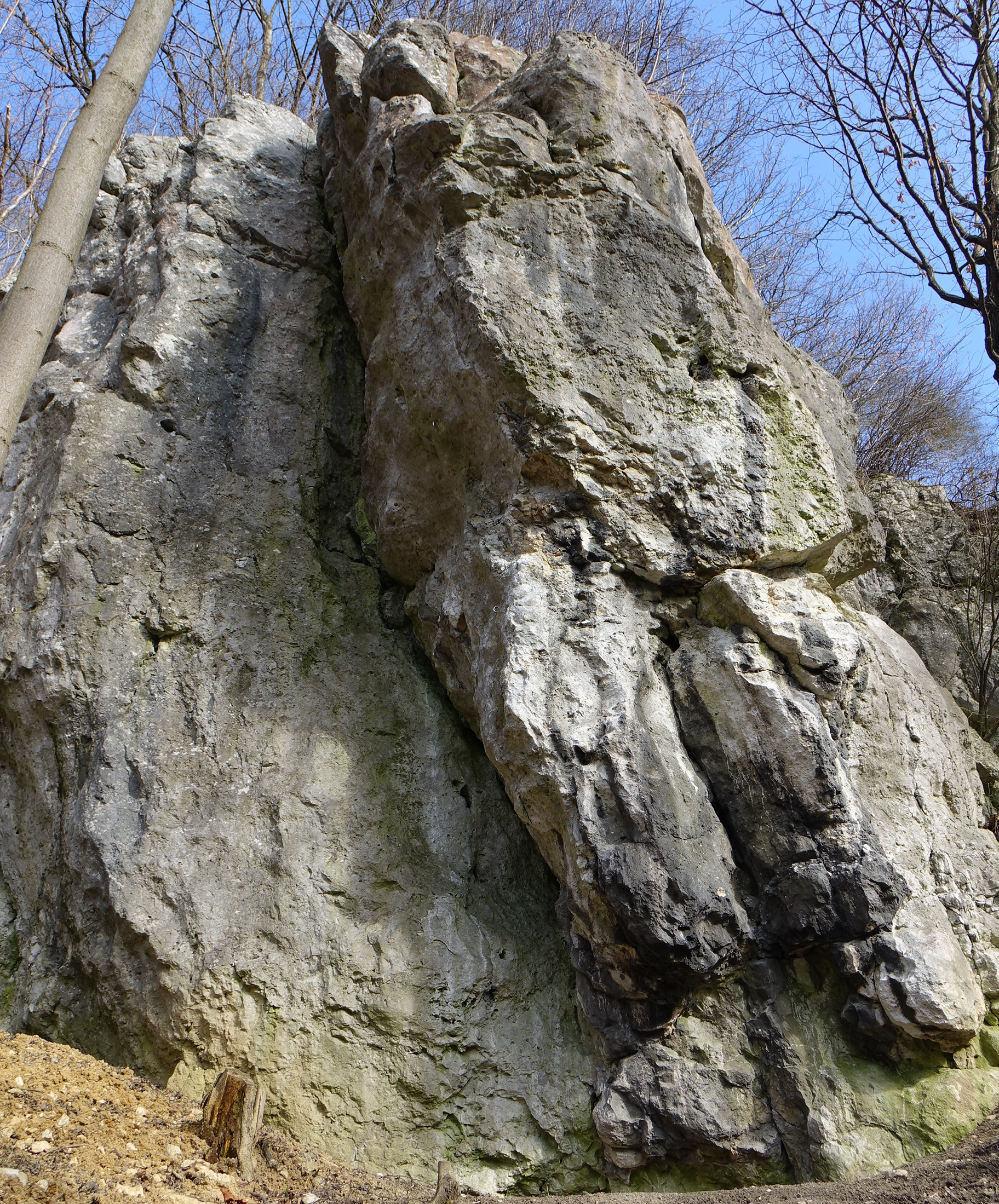
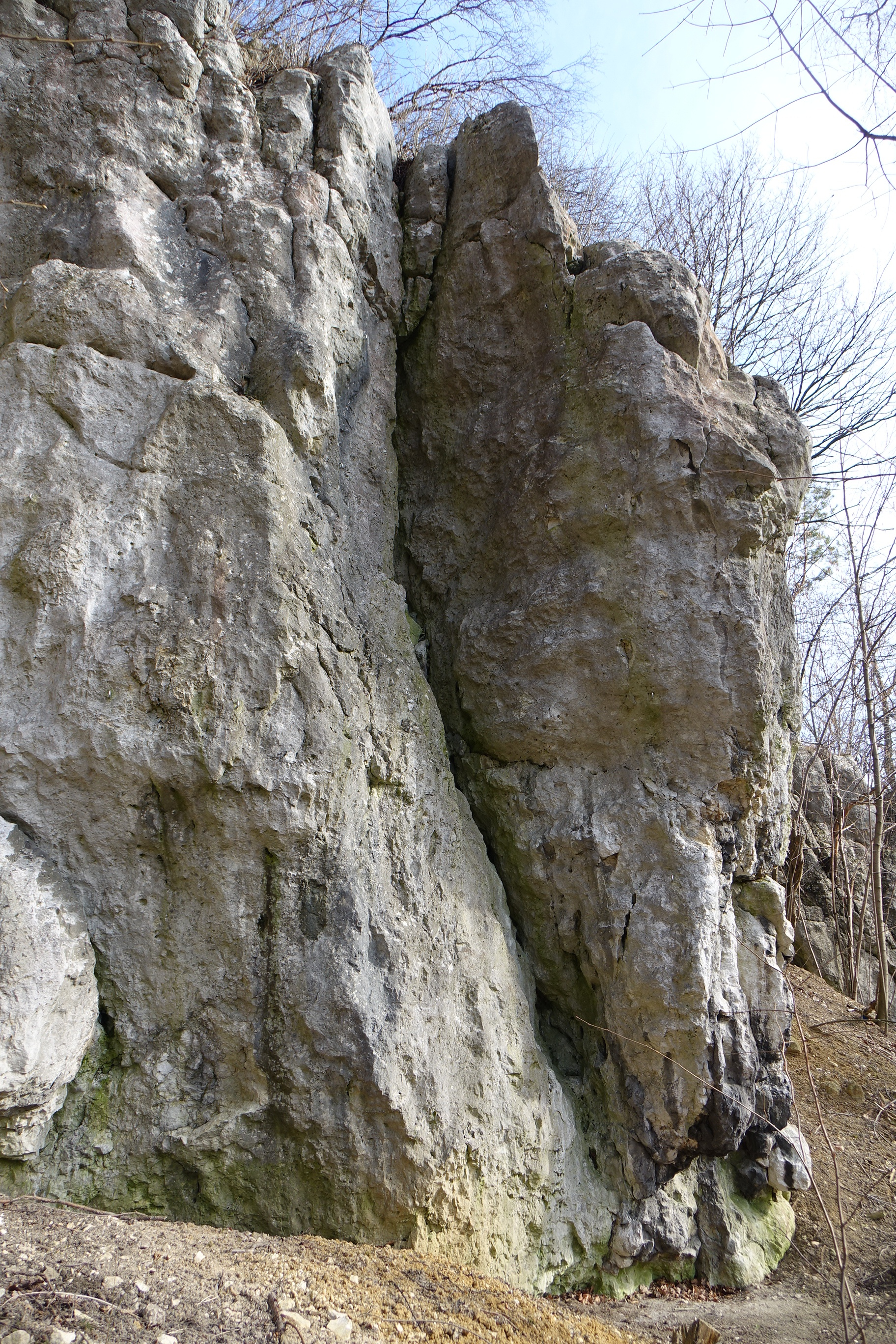
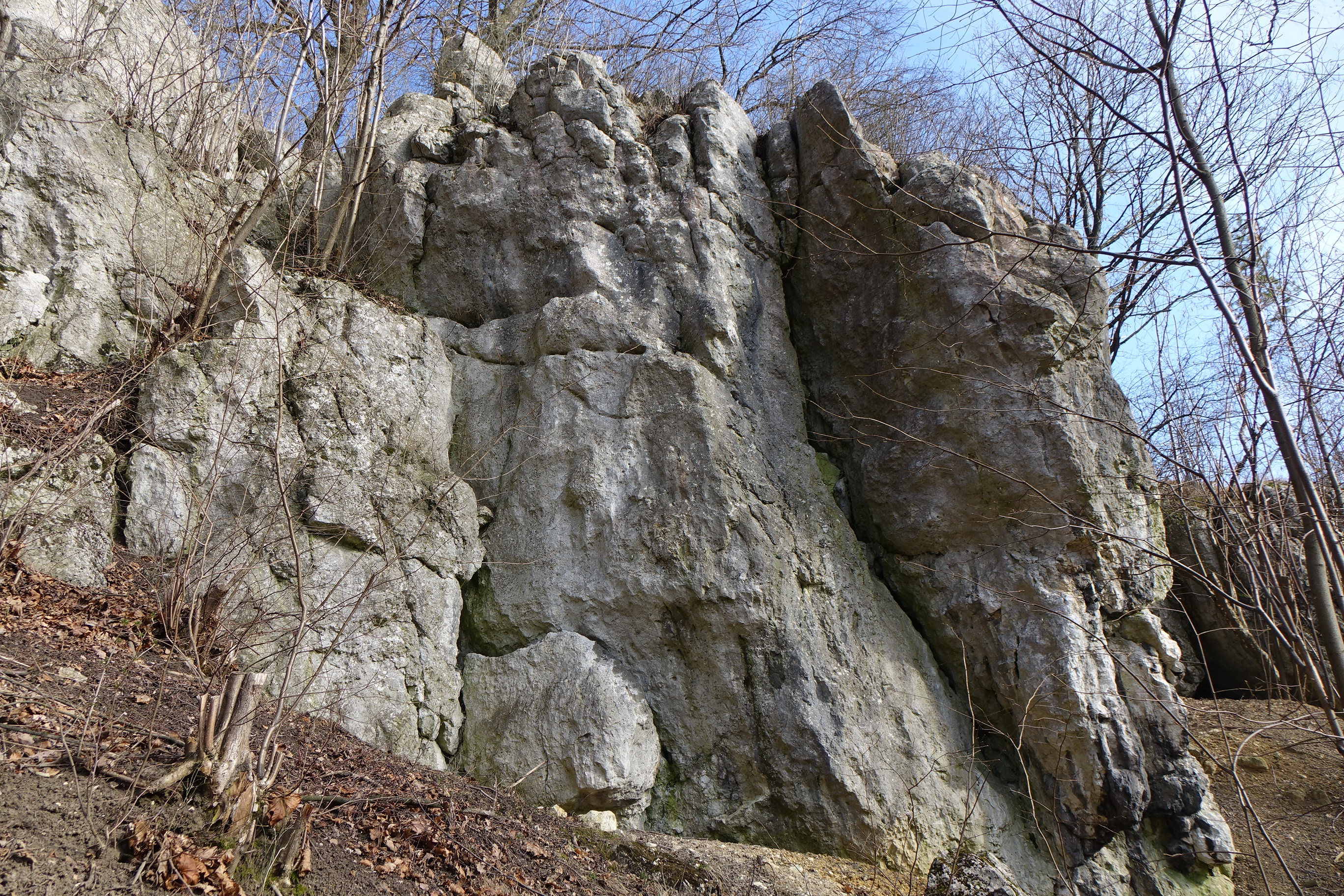
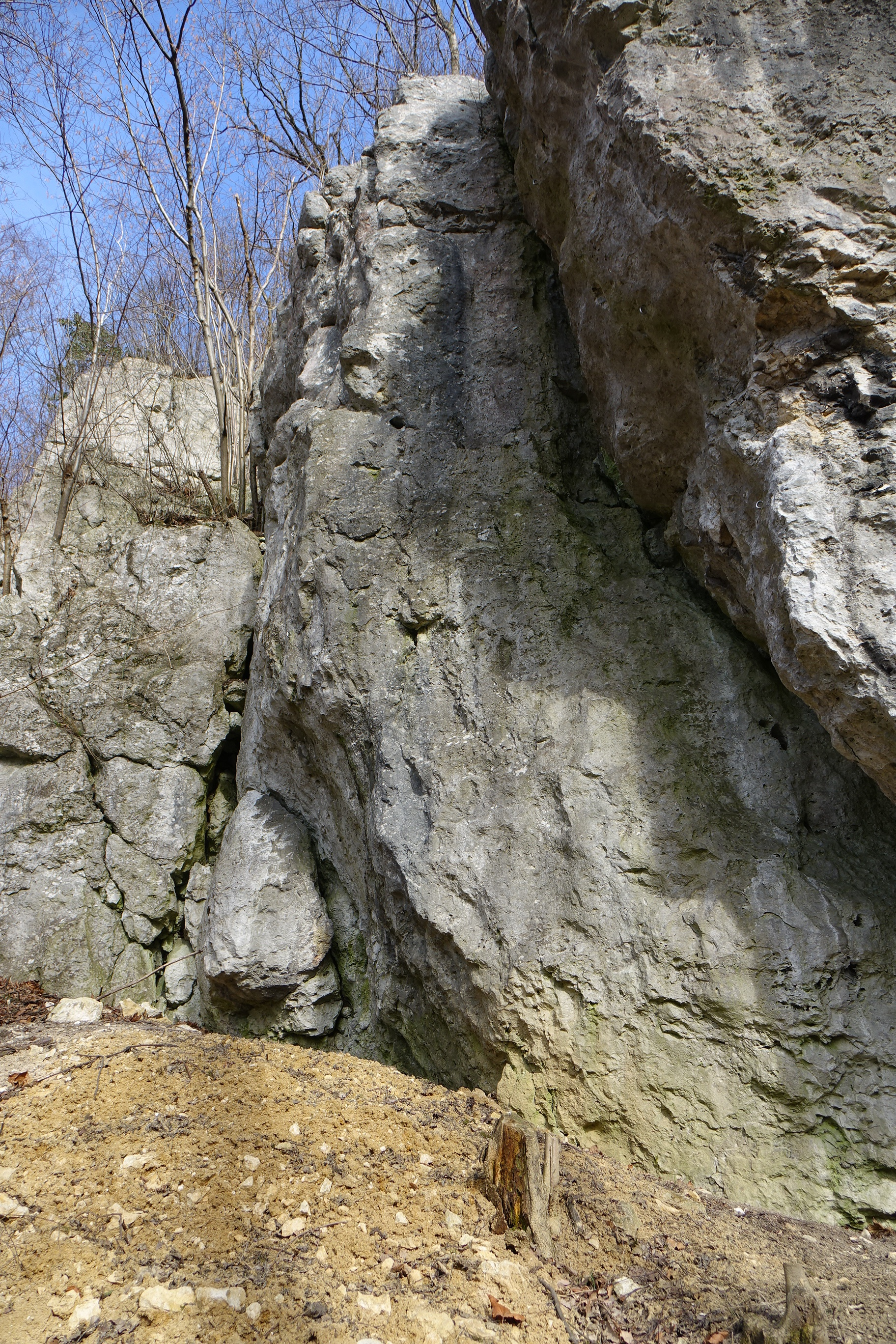

## Drogi wspinaczkowe
Mączne Skały I
1. Pytel; 4r + st, VI.2+, 10 m
2. Córa młyna; 4r + st, VI.2+, 10 m
3. Mączna droga; 4r + st, VI.1, 10 m
4. Otręby; 4r + st, VI+, 10 m
5. Bielmo; 5r + st, VI.1, 10 m
6. Mączny komin; st, V-, 10 m
7. Ignis sacer; 5r + st, VI.4+, 10 m
8. Donkiszoteria; 6r + st, VI.2+/3, 10 m

Mączne Skały II
1. Pstrociny; 4r + st, VI, 9 m
2. Żarno; 4r + st, VI.3/3+, 9 m
3. Donkiszoteria; 3r, VI.2+/3, 10 m[3].

Oprócz wysokich Mącznych Skał, w których są drogi wspinaczkowe, w południowym kierunku w górnej części lewych zboczy Doliny Kluczwody ciągnie się jeszcze szereg mniejszych skałek, w jednym miejscu tworzących niski mur skalny. W skałkach tych, a także w samych Mącznych skałach, znajduje się kilka jaskiń: Jaskinia w Mącznej Skale Duża, Jaskinia w Mącznej Skale Mała, Schronisko nad Mostkiem w Mącznej Skale, Schronisko w Mącznej Skale, Szczelina za Płytą w Mącznej Skale, Tunelik w Mącznej Skale.